# Chancery Lane Swamp
Chancery Lane Swamp är ett träsk på Barbados.   Det ligger i parishen Christ Church, i den södra delen av landet, 13 km öster om huvudstaden Bridgetown. Det utgör även ett fågelreservat. 